# Borvo

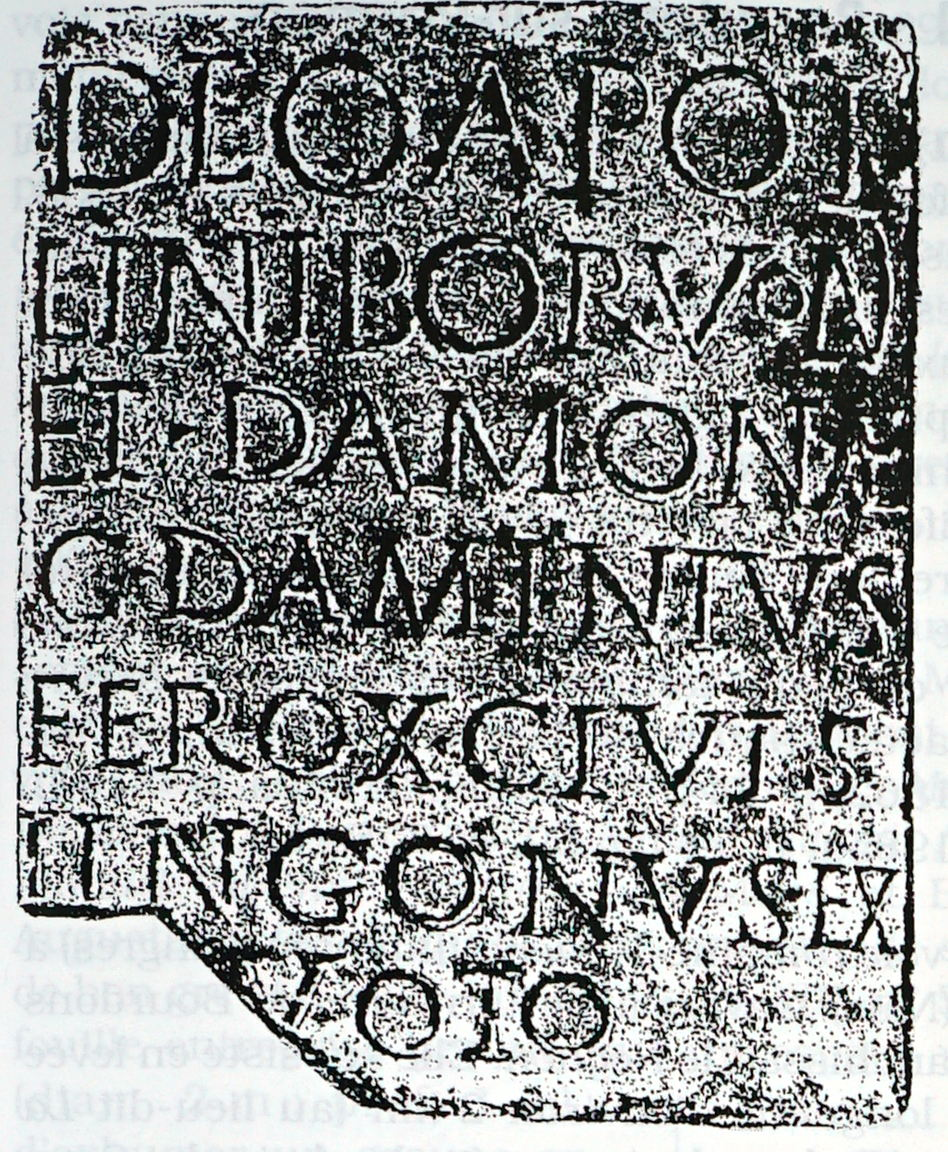
Ex-voto dédié à Apollon Borvo et Damona, Bourbonne-les-Bains, musée de Reims.

Dans la mythologie celtique gauloise, Borvo (connu aussi sous les graphies Bormo, Boramus ou Borvoni)[réf. nécessaire] est un dieu guérisseur des sources chaudes, associé à de l’eau bouillonnante.

## Onomastique
Les noms Borba ou Borva signifient source bouillante et, par dérivé, la boue qu'elle produit. En français ancien borbe (boue) signifie un petit amas de boue, mais aussi l'intérieur d'un furoncle (borme) qui se soigne avec des compresses de boue. De nombreuses sources chaudes soignent les furoncles. C'est le dieu Borvo qui est vénéré comme le dieu guérisseur dans de nombreuses sources thermales liées à des soins thérapeutiques depuis la période celtique. Des rivières portent comme nom la Bourbre, le Bourbelain, la Bresbre ; et de nombreux villages.

### Théonymie
Le nom se décompose en berw « chaud, ardent, bouillant » et von « fontaine », le sens est « eau bouillonnante ». Il est connu par des inscriptions de l’époque gallo-romaine.

### Ethnonymie
Borvo était le dieu tutélaire des Boïens[réf. nécessaire].

### Toponymie
Le théonyme Borvo apparaît dans un certain nombre de toponymes tels que La Bourboule, Bourbonne-les-Bains, Bourbon-l'Archambault, Bourbon-Lancy, Bourberain, Bormes-les-Mimosas et Barbotan-les-Thermes en France ainsi que Burtscheid et Worms en Allemagne, Vignole Borbera (Piemont) en Italie. Le nombre de ces toponymes atteste la diffusion et l’importance du culte voué à cette divinité des sources thermales et jaillissantes.

## Fonctions
En tant que dieu guérisseur, Borvo est parfois comparé au dieu grec Apollon : Borvo est un dieu assimilé à Apollon suivant la dédicace deo Apollini Borvo(ni) fournie par des inscriptions trouvées à Bourbon-Lancy et à Bourbonne les Bains. Borvo est "le dieu thermal le plus important de Gaule".

## Entourage divin
Divers dieux semblables à Borvo, assimilés à Apollon, présidaient aux sources curatives. Ces dieux sont généralement associés à des déesses en tant que maris ou fils. Borvo était ainsi fréquemment associé à une parèdre divine, généralement Damona (à Bourbonne-les-Bains en Haute-Marne, Bourbon-Lancy en Saône-et-Loire), mais parfois aussi Bormana lorsqu'il était vénéré sous le nom de Bormanus (Aix-en-Diois, dans la Drôme),. Bormana était dans certaines régions vénérée indépendamment de son homologue masculin, comme à Saint-Vulbas,.

« Deo Apol/lini Borvoni / et Damonae / C(aius) Daminius / Ferox civis / Lingonus ex / voto »

— Corpus Inscriptionum Latinarum (CIL), 13: 05911. Bourbonne-les-Bains.

« Bormano / et Borman[ae] / P(ublius) Sappinius / Eusebes v(otum) s(olvit) / l(ibens) m(erito) »

— Corpus Inscriptionum Latinarum (CIL), 12: 01561. Bourbon-Lancy.
Borvo présentait des similitudes avec la déesse Sirona, qui était également une divinité guérisseuse associée aux sources minérales. Selon certains chercheurs, Sirona pourrait être sa mère.
On retrouve aussi Borvo associé à d'autres divinités. Ainsi, il est accompagné de Candidus ("l'esprit candide") dans la Nièvre, à Entrains-sur-Nohain,. À Utrecht, aux Pays-Bas, on le trouve en compagnie d'un Hercule celtique, de Macusanus et de Baldruus sous le nom de Boruoboendua Vabusoa Lobbonus.
Les divinités traditionnelles des Gaulois ont continué d'être honorées après la conquête. Cela ne dérangeait pas l'autorité romaine dans la mesure où la religion ne servait pas de prétexte à comploter contre elle et n'excluait pas le culte fédérateur à l'empereur. Il arrivait certainement que les Romains installés en Gaule adoptassent dans leur pratique religieuse une divinité locale.

## Dans la culture
- Borvo fait partie des nombreux dieux cités dans la série de bande dessinée Astérix.

## Source et bibliographie
- Xavier Delamarre, Dictionnaire de la Langue gauloise (approche linguistique du vieux celtique continental), éditions Errance, Paris, 2003,  (ISBN 2-87772-237-6).